# Джафар Салмасі
Джафар Салмасі (22 вересня 1918 — 31 січня 2000) — іранський важкоатлет.
Бронзовий призер Олімпійських Ігор 1948 року в категорії 60 кг.
Переможець Азійських ігор 1951 року в категорії 60 кг.